# Murder C.O.D.
Murder C.O.D. (Meurtre contre remboursement) est un téléfilm américain réalisé par Alan Metzger (en), diffusé en 1990 sur le réseau NBC. 

## Synopsis
Un mystérieux tueur assassine des gens à Portland.

## Fiche technique
- Titre : Murder C.O.D.
- Titre français : Meurtre contre remboursement[1]
- Réalisation : Alan Metzger (en)
- Scénario : Andrew Peter Marin d'après le roman Kill Fee de Barbara Paul
- Musique : Fred Karlin
- Production : Harel Goldstein, Perry Lafferty, May Quigley, Fred Whitehead
- Genre thriller
- Date de diffusion
  -  États-Unis 21 septembre 1990

## Distribution
- Patrick Duffy : Steve Murtaugh
- Chelsea Field : Ellie
- Alex Hyde-White : Corbin
- Harris Laskawy : Jerry Walsh
- Janet Margolin : Maye Walsh
- Allan Miller (en) : Leon Walsh
- Charles Robinson : lieutenant Silk
- Mariette Hartley : Sally Kramer
- William Devane :  Alex Brandt